# Sócrates Brasileiro Sampaio de Souza Vieira de Oliveira
Sócrates Brasileiro Sampaio de Souza Vieira de Oliveira (Belém, 19 de febrer de 1954 - 4 de desembre de 2011), més conegut com a Sócrates, fou un futbolista brasiler que jugava de centrecampista. Era Doctor en medicina, cosa poc habitual en el món del futbol; també era germà del també futbolista Raí.

## Trajectòria
Començà la seva trajectòria al Botafogo de Ribeirão Preto, passant la major part de la seva carrera al Corinthians de São Paulo. S'enfrontà a la dictadura que governava el país en aquells anys fundant el moviment anomenat "Democràcia corintiana". També jugà pels clubs ACF Fiorentina, Flamengo i Santos. El 2004, més d'una dècada després de la seva retirada arribà a un acord d'un més per ser jugador-entrenador del club amateur Garforth Town a Anglaterra.
Fou el capità de la selecció brasilera als Mundials de 1982 i 1986. Pelé el va incloure dins de la seva llista dels 125 més grans futbolistes vius el març del 2004.